# ティムニット・ゲブル
ティムニット・ゲブル（英：Timnit Gebru、1983年5月13日 -）は、エチオピア出身の人工知能研究者である。AI倫理分野で活躍しており、人工知能におけるアルゴリズムバイアスの研究で注目を集めた。

## 概要
ゲブルは16歳でアメリカに留学し、スタンフォード大学に進学、電気工学の学士・修士号を取得した。ゲブルは大学在学中にインターンとしてAppleに入社、ハードウェア部門でオーディオ・コンポーネント用の回路を設計し、翌年、フルタイムの役職をオファーされた。Apple在職中にゲブルは人間を検出するコンピュータビジョンのソフトウェア開発に関心を持つようになった。後にスタンフォード大学の人工知能研究所でコンピュータービジョンの研究を行い、博士号も取得した。指導教官はフェイフェイ・リだった。
2018年、ゲブルはGoogleに入社し、AIに関するチームをマーガレット・ミッチェルと共に主導した。ゲブルは、社会善をもたらすテクノロジーの能力を向上させることを目指して、人工知能の影響を研究した。
2019年、ゲブルは他の人工知能研究者と共同で、「女性や有色人種に対するバイアスがあるという理由で、Amazonに対し、顔認識技術を法執行機関へ販売することの中止を求める書簡に署名した」と述べ、マサチューセッツ工科大学の研究者らが行った研究を引用した。この研究によれば、Amazonの顔認識システムは、他のテクノロジー企業の顔認識ソフトウェアのいずれよりも肌の色が濃い女性を識別することが困難だったとされる。さらに『ニューヨーク・タイムズ』紙のインタビューで、現時点では顔認識技術は法執行や安全保障の目的で使用するには危険過ぎると自らの見解を述べた。
2020年、ゲブルは5人の共同研究者と「確率変数のオウムの危険性について：言語モデルは大きくなり過ぎる可能性があるのか？」という研究論文を執筆した。この論文では大規模言語モデルのリスクを網羅し、環境的・経済的コスト、未知の危険なバイアスに繋がる不可解性、大規模言語モデルが学習内容の根底にある概念を理解できないこと、モデルが人々を欺くために利用される可能性があることを指摘した。
2021年、ゲブルは『フォーチュン』誌によって、「世界の最も偉大なリーダー50人」の1人に選ばれ、英国の科学誌『ネイチャー』によって、「2021年の科学発展で重要な役割を果たした科学者10人」の1人に選出された。2022年、『タイム』誌はゲブルを「2022年において最も影響力のある100人」のリストの1人に選んだ。